# 1593 Fagnes
1593 Fagnes је Марсов тројански астероид чија средња удаљеност од Сунца износи 2,225 астрономских јединица (АЈ).
Апсолутна магнитуда астероида је 13,2.